# Amar sin límites
Amar sin límites es una telenovela mexicana producida por Angelli Nesma Medina para Televisa entre 2006 y 2007. La telenovela contó con 125 capítulos, dio inicio el 16 de octubre de 2006 en el horario de las 19:30 compartiendo el horario con los últimos capítulos de Duelo de pasiones por el Canal de las Estrellas.
En su primera parte es la adaptación de la telenovela argentina Resistiré original de Gustavo Belatti y Mario Segade, cuenta con la adaptación de José Rendón, y en su segunda parte es una versión libre de la telenovela venezolana Sacrificio de mujer original de Inés Rodena y adaptación de Ximena Suárez.
Protagonizada por Karyme Lozano, Valentino Lanús y René Strickler, y con las participaciones antagónicas de Sabine Moussier, Mónika Sánchez y la primera actriz Alma Muriel.

## Trama
Diego Morán trabaja como vendedor en una casa de ropa masculina y lleva el oficio de sastre en la sangre. Diego vivía con Valeria, una mujer con la que no encontró la forma de construir su proyecto de vida. Valeria lo abandonó llevándose las pocas cosas de valor que poseían, los ahorros que él destinaba para comprar un auto y el dinero que Diego le daba puntualmente para la renta del departamento. Al ser lanzado de la vivienda, arruinado y desilusionado, Diego vuelve temporalmente a la casa de sus padres, donde no es recibido tan bien como él esperaba.
No sólo abandonado, sino también estafado por su última pareja, Diego se refugia en su familia, especialmente su abuelo, con el que tiene mucha afinidad. También sus amigos Isela y Paco lo ayudan a superar su fracaso sentimental. Al poco tiempo de su regreso a la casa de sus padres, Diego conoce a Azul Toscano, de quien se enamora. Pero ella ya está comprometida y va a casarse con Mauricio Duarte, un empresario triunfador, pero cuyo éxito esconde varios negocios turbios.
Diego y Azul tienen varios acercamientos y nace entre ellos una gran atracción, pero por distintas circunstancias, cada uno sigue su camino y creen que nunca volverán a verse. Diego se hace muy amigo de Silvana Lombardo, una mujer que perdió hace dos años un pequeño hijo. Desde que ocurrió esa tragedia, nada ni nadie ha podido hacerla desistir de la idea de que Mauricio es responsable de esa muerte. Silvana no encuentra consuelo para su dolor y decide matar a Mauricio. Diego se entera de sus intenciones y, al evitar que ella cometa ese crimen, termina salvándole la vida a Mauricio. A partir de entonces, Mauricio quiere que Diego vaya a trabajar para él, considerándolo casi como un amuleto de buena suerte. Acostumbrado a lograr lo que se propone, no se detiene hasta conseguirlo. Es sólo hasta el momento en que Diego acepta ese empleo y entra a la casa de Mauricio, que se entera de que Azul, la mujer que más ha amado en la vida, es la esposa del hombre que es ahora su jefe y del que depende económicamente.
En un principio, Diego no ve nada sospechoso en las actividades profesionales de Mauricio, aunque no le agrada tener que trabajar para el hombre que le arrebató al ser más importante de su vida. Sin embargo, acepta resignadamente que la perdió, convencido de que ella prefirió a Mauricio porque encontró en él cualidades y ventajas que Diego no podía ofrecerle. Diego, poco a poco, se irá dando cuenta con preocupación, de la verdadera finalidad de los negocios de Mauricio y de sus manejos turbios con grupos influyentes. Al enterarse de que el esposo de Azul es en realidad un individuo sin escrúpulos, capaz de actos de crueldad e inmoralidad sin límites, le costará muy caro a Diego. Cuando intenta irse, para denunciar todos los crímenes que se cometen en ese lugar y poder salvar a Azul, comprende que no le será posible salir de ahí; al menos vivo.
Además, Diego no se atreverá a dejar a Azul sola en medio de un peligro, que ella aún no percibe. Azul no sabe quién es Mauricio en verdad, y también corre peligro su padre, Alfredo Toscano, un prestigioso científico al que Mauricio buscaba contratar desde antes de conocer a Azul y a quien ella convenció de trabajar para él. Mauricio necesita los conocimientos científicos de Alfredo para llevar a cabo uno de sus planes más deshonestos y ambiciosos. Diego se verá ante la disyuntiva de rendirse ante esa realidad que le tocó vivir, o luchar con decisión y valor para salvar a la mujer que ama, incluso dentro del mismo infierno en el que están atrapados.

## Reparto
- Karyme Lozano - Azul Toscano / Azucena
- Valentino Lanús - Diego Morán Huerta
- René Strickler - Mauricio Duarte
- Mónika Sánchez - Silvana Lombardo
- María Sorté - Clemencia Huerta de Morán
- Otto Sirgo - Alfredo Toscano
- José Carlos Ruiz - Don Aurelio Huerta
- Alma Muriel - Leonarda Galván
- Sabine Moussier - Eva Santoro
- Isaura Espinoza - Isela
- Lourdes Munguía - Emilia
- Socorro Bonilla - Gloria Provenzano
- Luis Bayardo - Don Jesús "Chucho" Rivera
- Diana Golden - Inés Menzur
- Juan Carlos Serrán - Aníbal Menéndez
- Marco Muñoz - Manuel Morán
- Eduardo Liñán - Román Pérez Castelar
- Francisco Avendaño - Benjamín
- Arsenio Campos - Leandro Burgay
- Lupita Lara - Madre María
- Myrrah Saavedra - Magda de Peña
- Jaime Lozano - Efraín García
- Luis Xavier - Julio Corzo
- Alejandro Ruiz - Gustavo Lara "Tavo"
- Patsy - Liliana de Duarte (Actuación especial)
- Agustín Arana - Luis Felipe Peña (Participación especial)
- Carmen Becerra - Lidia Morán Huerta
- Alejandro Ávila - Mario López
- Manuela Imaz - Cecilia Galindo
- Julio Camejo - Francisco Torres "Paco"
- Jorge de Silva - Arnaldo Toscano
- Lisardo - Piero Escobar
- Estrella Lugo - Lucía
- Marcelo Córdoba - Andrés Galván
- Óscar Ferretti - Gaspar García
- Rafael del Villar - Iván / César Fraustro
- Ernesto Faxas - Flavio
- Mariana Beyer - Caty Duarte
- Alejandro Correa - Frijolito
- Adriano Zendejas - Dieguito Morán Toscano
- Ricardo Vera - Dr. Linares

## Equipo de producción
- Historia original: Gustavo Belatti, Mario Segade, Inés Rodena
- Adaptación libre: José Rendón, Ximena Suárez
- Co-adaptación: Ana Montes, Maricarmen Alonso, Aída Guajardo
- Edición literaria: Iván Cuevas, Cecilia Reyes
- Escenografía: Ángeles Márquez
- Ambientación: Lizbeth Silva
- Diseño de vestuario: Janette Villagómez, Ana Luisa Miranda
- Director de diálogos: Sergio Quintero
- Director de arte: Guillermo Cossio
- Tema: Dispárame, dispara
- Intérprete: Laura Pausini
- Autores: Samuele Bersani, Lucio Dalla
- Compositores: Samuele Bersani, Giuseppe D'Onghia
- Música original: Alexis Aranda
- Jefes de producción: Eduardo Ricalo, Eric Ramos
- Gerentes de producción: Luis Bonillas, Daniel Rendón
- Coordinador musical: Juan López
- Musicalizadores: Daniel Torres, Miguel Mendoza
- Coordinación artística: Rosa María Maya
- Coordinación general: Paulina Viesca Azuela, Georgina Garibay García
- Editores: Juan Franco, Julio Abreu, Luis Horacio Valdés, Simón Castañón, Noé Galindo
- Directores de cámaras: Manuel Ruiz Esparza, Gilberto Macín, Miguel Valdés, Armando Zafra
- Directores de escena: Arturo García Tenorio, Sergio Cataño, Xavier Romero
- Productor asociado: J. Ignacio Alarcón
- Productora ejecutiva: Angelli Nesma Medina

## Premios y nominaciones

### Premios TVyNovelas 2007
| Categoría                | Persona                                | Resultado |
| ------------------------ | -------------------------------------- | --------- |
| Mejor actriz protagónica | Karyme Lozano                          | Nominada  |
| Mejor actor protagónico  | Valentino Lanús                        | Nominado  |
| Mejor actriz antagónica  | Sabine Moussier                        | Nominada  |
| Mejor actor antagónico   | René Strickler                         | Nominado  |
| Mejor primera actriz     | María Sorté                            | Nominada  |
| Mejor primer actor       | José Carlos Ruiz                       | Nominado  |
| Mejor tema musical       | "Dispárame, dispara" por Laura Pausini | Nominada  |

### TV Adicto Golden Awards
| Año  | Categoría                                 | Nominados            | Resultado |
| ---- | ----------------------------------------- | -------------------- | --------- |
| 2007 | Mejor Actriz en Papel Secundario          | Mónika Sánchez       | Ganadora  |
| 2007 | Mejor Actuación Especial                  | José Carlos Ruiz     | Ganador   |
| 2007 | Mejor Villana                             | Sabine Moussier      | Ganadora  |
| 2007 | Mejor Protagonista Masculino              | Valentino Lanús      | Ganador   |
| 2007 | Premio Especial a la Telenovela Diferente | Angelli Nesma Medina | Ganadora  |

## Parodia
- Mamar sin límites

## Versiones
- Amar sin límites es la versión mexicana de la telenovela argentina Resistiré, escrita originalmente por Gustavo Belatti y Mario Segade y cuya versión libre corrió a cargo de José Rendón, Ana Montes, y Maricarmen Alonso. A diferencia de la versión original Resistiré, Amar sin límites fue autocensurada por los escritores quienes optaron por omitir o igualar el nivel dramático y no tocar tan fuertemente los temas como el tráfico de estupefacientes, la corrupción y la homosexualidad con más tacto, lo que permitió ser transmitida en el horario de las 19:00 a diferencia de Resistiré que se transmitía a las 23:00. Durante sus semanas finales, la trama dejó de basarse en Resistiré, basándose en la telenovela Sacrificio de mujer, original de Inés Rodena en la que la protagonista sufre de amnesia y se pierde hasta llegar a casa de un doctor del que cree enamorarse.

- Resistiré también tuvo una versión en Portugal, llamada Resistirei y en los Estados Unidos llamada Watch Over Me transmitido por MyNetworkTV.